# Citheronia splendens
Citheronia splendens är en fjärilsart som beskrevs av Druce 1886. Citheronia splendens ingår i släktet Citheronia och familjen påfågelsspinnare. Inga underarter finns listade i Catalogue of Life.

## Bildgalleri

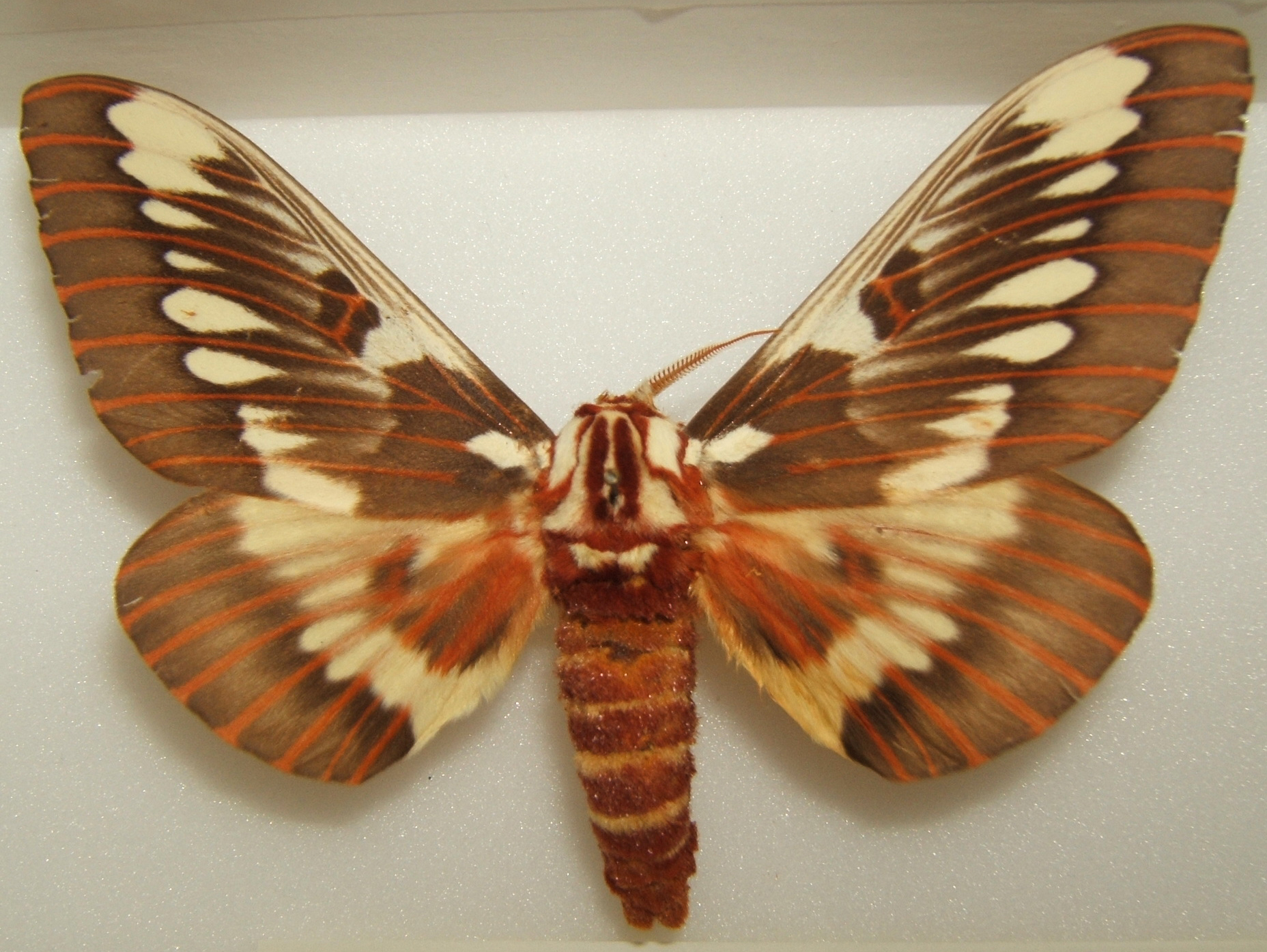